# アレクサンダー・ヒューム (第7代ヒューム伯爵)
第7代ヒューム伯爵アレクサンダー・ヒューム（英語: Alexander Home, 7th Earl of Home、1720年没）は、スコットランドの貴族、政治家。

## 生涯
第6代ヒューム伯爵チャールズ・ヒュームとアン・パーヴス（Anne Purves、初代準男爵サー・ウィリアム・パーヴスの娘）の息子として生まれた。1706年8月20日に父が死去すると、ヒューム伯爵の爵位を継承した。
1710年から1713年までスコットランド貴族代表議員を務め、1711年にはスコットランド造幣局長を務めた。1715年ジャコバイト蜂起が勃発するとジャコバイト支持を疑われてエディンバラ城に投獄されたが、1716年6月24日に釈放された。
1720年に死去、次男ウィリアムが爵位を継承した。

## 家族
アン・カー（Anne Kerr、1727年没、第2代ロジアン侯爵ウィリアム・カーの娘）と結婚、6男2女をもうけた。
- チャールズ - 早世。ダングラス卿の儀礼称号を使用
- ウィリアム（1761年没） - 第8代ヒューム伯爵、軍人。子供なし
- ジェームズ - 早世
- アレクサンダー - 早世
- アレクサンダー（1786年没） - 第9代ヒューム伯爵、子供あり
- ジョージ - 早世
- アン - 夭折
- ジェーン（1787年7月1日没）